# 南光院 (草加市)
南光院（なんこういん）は、埼玉県草加市にある真言宗智山派の寺院。

## 歴史
1597年（慶長2年）、乗秀によって開山された。川口市の東光寺の末寺である。
1923年（大正12年）の関東大震災では、弁天堂が全壊、聖天堂も半壊するなど、多大な被害を被った。庫裏も被害に遭っている。
かつては「馬頭観音堂」もあったというが、現存していない。

## 交通アクセス
- 獨協大学前駅より徒歩24分。